# Trialkylborane
| Trialkylborane                |
| ----------------------------- |
| Allgemeine Formel (R = Alkyl) |
| Trimethylboran                |
| Triethylboran                 |

Trialkylborane (BR3) sind meist unbeständige, luftempfindliche Verbindungen. Häufig werden sie deshalb unmittelbar nach der Herstellung weiter verarbeitet.

## Herstellung
Es gibt mehrere Methoden zur Synthese von Trialkylboranen:
- aus Borwasserstoff (BH3) und Alkenen,[2]
- aus Bortrihalogeniden – z. B. Bortrifluorid (BF3) – mit Grignard-Verbindungen,[3]
- aus Trialkylderivaten des Boroxins[4] und
- aus Trialkylaluminiumverbindungen.[4]

Die atomeffizienteste Methode ist dabei die Addition von Borwasserstoff an die C=C-Doppelbindung von Alkenen. So reagiert
BH3 z. B. mit Ethen zu Triethylboran:

## Eigenschaften
Im Gegensatz zu Diboran (B2H6) liegen die Trialkylborane in monomerer Form vor, weil eine Dimerisierung über Zwei-Elektronen-Drei-Zentren-Bindungen aus sterischen Gründen verhindert wird.

## Verwendung
Die Oxidation der Trialkylborane mit Wasserstoffperoxid (H2O2) führt zu Alkoholen. So wird z. B. Triethylboran zu Triethylborat oxidiert und anschließend unter Einwirkung von Natronlauge zu Ethanol hydrolysiert: